# Johan Georg Huber
Johann Georg Huber (ur. 3 września 1820, zm. 25 marca 1886 w Sztokholmie) – niemiecki duchowny katolicki, wikariusz apostolski Szwecji od 1874.
1 września 1874 został wyznaczony przez papieża Piusa IX na nowego wikariusza apostolskiego Szwecji po śmierci bpa Jacoba Studacha. Przyszło mu zarządzać wspólnotą liczącą wówczas około tysiąca wiernych. W 1876 przewodniczył uroczystościom pogrzebowym królowej-matki Józefiny, która odbyła się na Zamku Królewskim w Sztokholmie w obecności rodziny królewskiej. Sprowadził do Szwecji dwóch jezuitów. Wydał nowy modlitewnik, zawierający m.in. litanię do Najświętszego Serca Pana Jezusa. W 1881 erygował nową parafię w Gävle. Zmarł w 1886.